# William Raggio

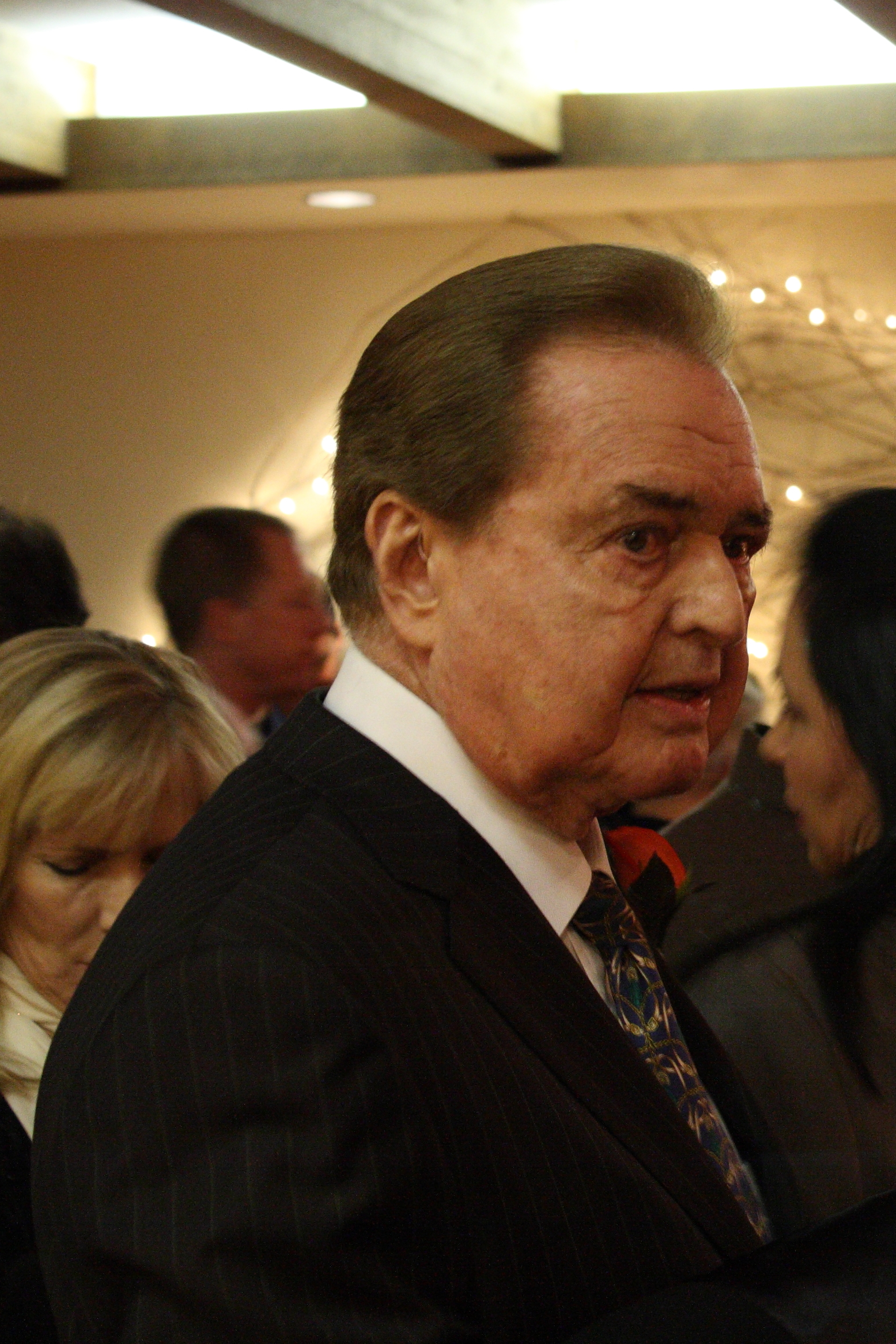
William Raggio

William „Bill“ Raggio (* 30. Oktober 1926 in Reno, Nevada; † 23. Februar 2012 in Sydney, Australien) war ein US-amerikanischer Politiker der Republikanischen Partei, der von 1972 bis zu seinem Rücktritt 2011 Mitglied des Senats von Nevada war und damit der Senator mit der längsten Amtszeit dieses US-Bundesstaates.

## Leben
Nach dem Schulbesuch studierte Raggio an der Louisiana Tech University, der University of Oklahoma sowie der University of Nevada, Reno (UNR) und schloss dieses Studium mit einem Bachelor of Arts (B.A.) ab. Ein anschließendes postgraduales Studium der Rechtswissenschaften am Hastings College of Law sowie an der Boalt Hall School of Law der University of California, Berkeley beendete er mit einem Juris Doctor (J.D.). Nach einem anschließenden Militärdienst in der US Navy Reserve wurde er Leutnant in der US Marine Corps Reserve.
Nach Beendigung seiner Militärdienstzeit wurde er 1952 zunächst stellvertretender Bezirksstaatsanwalt und war danach zwischen 1958 und 1970 Bezirksstaatsanwalt (District Attorney) von Washoe County. Im Anschluss begann er seine politische Laufbahn in der Republikanischen Partei, als er bei den Wahlen zum US-Senat 1970 gegen Howard Cannon, den amtierenden demokratischen Senator für Nevada, antrat. Allerdings unterlag Raggio Cannon, der mit 58 Prozent der Wählerstimmen für eine dritte sechsjährige Amtszeit wiedergewählt wurde.
1972 wurde Raggio dann erstmals zum Mitglied des Senats von Nevada gewählt und gehörte diesem nach mehreren Wiederwahlen bis zu seinem Rücktritt 2011 als Vertreter des Wahlkreises Washoe County-3rd District an. Mit seiner 39-jährigen Zugehörigkeit war er der Senator mit der längsten Amtszeit in der Geschichte dieses Bundesstaates. Als Senator setzte er insbesondere die Interessen des Nordens Nevadas gegen den wachsenden Einfluss von Las Vegas durch.
Als sich der amtierende Vizegouverneur Nevadas, Harry Reid, 1974 entschloss, nicht erneut für das Amt des Vizegouverneurs zu kandidieren, und sich stattdessen für eine Kandidatur für den US-Senat gegen den früheren Gouverneur Paul Laxalt entschied, bewarb sich Raggio für das Amt des Vizegouverneurs, verlor aber gegen den Demokraten Robert E. Rose, der 52 Prozent der Wählerstimmen erhielt.
Während seiner langjährigen Mitgliedschaft im Senat Nevadas war er zunächst von 1977 bis 1979 Führer der republikanischen Opposition (Senate Minority Floor Leader). Diese Funktion übte er erneut von 1983 bis 1986 aus und war im Anschluss von 1987 bis 1989 Vorsitzender des Senatsausschusses für Finanzen (Senate Finance Committee) sowie zugleich von 1987 bis 1989 Vorsitzender der republikanischen Mehrheitsfraktion (Senate Majority Floor Leader). Nachdem er 1991 kurzzeitig wieder Minderheitsführer war, bekleidete er das Amt des Mehrheitsführers abermals 14 Jahre lang von 1993 bis 2007. Während dieser Zeit war er von 1993 bis 2005 zugleich erneut Vorsitzender des Senatsausschusses für Finanzen sowie zugleich zwischen 1997 und 1999 sowie zwischen 2001 und 2003 auch Vorsitzender des Kongressausschusses für Bildung (Legislative Committee on Education).
Zuletzt war 2009 noch einmal kurzzeitig Minderheitsführer im Senat, übte aber auch in dieser Funktion maßgeblichen Einfluss auf die Steuerpolitik von Gouverneur Jim Gibbons aus, wobei seine Position zu einer moderaten Niedrigsteuerpolitik auch von der demokratischen Mehrheitsfraktion angenommen wurde. Bei den Wahlen zum US-Senat unterstützte er die Kandidatur des Demokraten Harry Reid gegen die republikanische Bewerberin Sharron Angle und begründete dies damit, dass er Reid für den besseren Repräsentanten Nevadas im US-Senat hielt. Tatsächlich dürfte es sich jedoch um eine innerparteiliche Gegnerschaft zu Sharron Angle gehandelt haben, die 2008 gegen ihn bei den Wahlen zum Senat von Nevada kandidierte.
Bill Raggio verstarb während eines Urlaubs in Australien.